# Rajdowe mistrzostwa Litwy
Rajdowe mistrzostwa Litwy, lit. Lietuvos automobilių ralio čempionatas – cykliczne zawody rajdowe, mające na celu wyłonienie mistrza Litwy. Od 1990 roku organizowane przez LASF.

## Historia

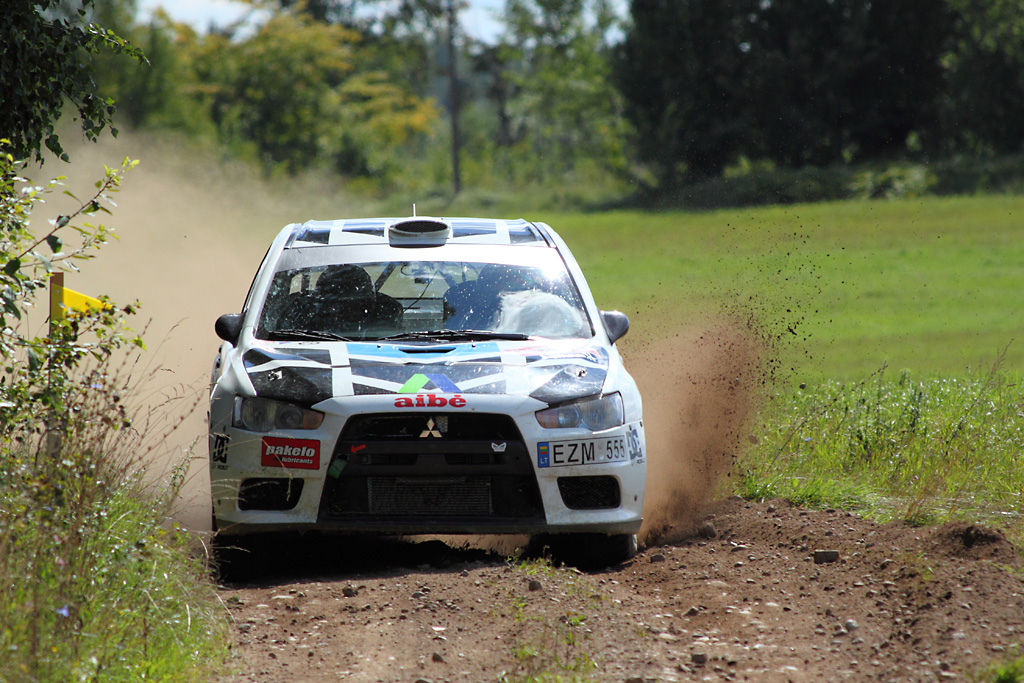
Dominykas Butvilas w rajdzie Kauno Ruduo w 2013

Po zakończeniu I wojny światowej na Litwie nie było warunków do organizacji rajdów samochodowych, co było spowodowane słabą siecią dróg i ich złym stanem, jak również niewielką liczbą samochodów w kraju. Mimo to w 1926 roku w Kownie utworzono Automobilklub Litewski, który został członkiem AIACR. W 1931 roku rozegrano pierwszy i jedyny przedwojenny sezon mistrzostw Litwy, w którym zwyciężył Baliūnas. Ponadto zorganizowano wówczas rajd dookoła Litwy o długości 1020 km, przy czym mistrzów wyłaniano w dwóch kategoriach. Do rozpoczęcia II wojny światowej odbyły się w sumie cztery takie zawody.
Po wojnie pierwszy rajd długodystansowy odbył się w 1950 roku, zaś rajdowe mistrzostwa Litwy, wówczas Litewskiej SRR, wskrzeszono w 1960 roku. Rozgrywano wówczas mistrzostwa w trzech klasach, a także prowadzono klasyfikację miast. Ponadto litewscy rajdowcy uczestniczyli w mistrzostwach ZSRR i rajdach bałtyckich. Na początku lat 60. rajdy wraz z innymi sportami motorowymi szybko zdobyły w republice popularność. W 1961 roku Povilas Šatas jako pierwszy Litwin został mistrzem ZSRR. Litewska SRR zdobywała ponadto czołowe miejsca w drużynowych mistrzostwach ZSRR. W latach 70. i 80. Litwini zdobywali czołowe pozycje w radzieckich rajdach, a wielokrotnym mistrzem ZSRR był wówczas m.in. Stasys Brundza.
W 1990 roku powołana została organizacja o nazwie LASF. W tym samym roku mistrzostwa Litwy uniezależniły się od ZSRR.
W 2012 roku zniesiono prowadzenie klasyfikacji generalnej kierowców.

## Zwycięzcy klasyfikacji generalnej
| Rok  | Kierowca               | Pilot                | Samochód                          | Zespół                      |
| ---- | ---------------------- | -------------------- | --------------------------------- | --------------------------- |
| 1931 | A. Baliūnas            |                      |                                   | Lietuvos aeroklubas         |
| 1987 | Kastytis Girdauskas    | Šarūnas Liesis       |                                   |                             |
| 1989 | Eugenijus Tumalevičius | Pranas Videika       | Łada Samara                       |                             |
| 1990 | Vytautas Sabotaitis    | Arūnas Bukmanas      | Łada Samara                       |                             |
| 1991 | Vytautas Sabotaitis    | A. Sabotaitis        | Łada Samara                       | Banga Rallye Team           |
| 1992 | Vytautas Sabotaitis    | A. Sabotaitis        | Łada Samara                       | Banga Rallye Team           |
| 1993 | Aurelijus Simaška      | Napolis Vitonis      | Łada Samara                       | Stigma                      |
| 1994 | Saulius Girdauskas     | Žilvinas Sakalauskas | Łada Samara                       |                             |
| 1995 | Aurelijus Simaška      | Gediminas Celiešius  | Ford Escort RS Cosworth           |                             |
| 1996 | Rolandas Mackevičius   | Audrius Šošas        | Nissan Pulsar GTI-R               |                             |
| 1997 | Aurelijus Simaška      | Gediminas Celiešius  | Ford Escort RS Cosworth           | Stigma                      |
| 1998 | Saulius Girdauskas     | Žilvinas Sakalauskas | Mitsubishi Lancer Evo IV          |                             |
| 1999 | Saulius Girdauskas     | Žilvinas Sakalauskas | Mitsubishi Lancer Evo IV          | K. Girdausko ASK            |
| 2000 | Saulius Girdauskas     | Žilvinas Sakalauskas | Mitsubishi Lancer Evo IV          | K. Girdausko ASK            |
| 2001 | Saulius Girdauskas     | Žilvinas Sakalauskas | Mitsubishi Lancer Evo IV          | K. Girdausko ASK            |
| 2002 | Rokas Lipeikis         | Renatas Vaitkevičius | Mitsubishi Lancer Evo VI          | Egzotika                    |
| 2003 | Rokas Lipeikis         | Renatas Vaitkevičius | Mitsubishi Lancer Evo VI          | Egzotika                    |
| 2004 | Evaldas Čirba          | Audrius Pivoras      | Mitsubishi Lancer Evo VI          |                             |
| 2005 | Rokas Lipeikis         | Inga Lipeikytė       | Mitsubishi Lancer Evo VIII        | Egzotika                    |
| 2006 | Rokas Lipeikis         | Renatas Vaitkevičius | Mitsubishi Lancer Evo VIII        | Egzotika                    |
| 2007 | Rokas Lipeikis         | Renatas Vaitkevičius | Mitsubishi Lancer Evo VIII        | Egzotika                    |
| 2008 | Vytautas Švedas        | Žilvinas Sakalauskas | Mitsubishi Lancer Evo IX          |                             |
| 2009 | Rokas Lipeikis         | Inga Lipeikytė       | Mitsubishi Lancer Evo VIII        | Egzotika                    |
| 2010 | Rokas Lipeikis         | Inga Lipeikytė       | Mitsubishi Lancer Evo VIII        | Egzotika                    |
| 2011 | Vytautas Švedas        | Žilvinas Sakalauskas | Mitsubishi Lancer Evo X           | Juta Racing                 |
| 2012 | Saulius Girdauskas     | Adrian Aftanaziv     | Škoda Fabia WRC                   |                             |
| 2013 | Dominykas Butvilas     | Renatas Vaitkevičius | Mitsubishi Lancer Evo X R4        | Ataka Racing                |
| 2014 | Ramūnas Čapkauskas     | Tomas Šipkauskas     | Mitsubishi Lancer Evo IX          | Všļ Čapkausko autosportas   |
| 2015 | Vytautas Švedas        | Žilvinas Sakalauskas | Mitsubishi Lancer Evo X           | Juta Racing                 |
| 2016 | Jānis Vorobjovs        | Andris Mālnieks      | Mitsubishi Mirage RS Proto        | Vorobjovs Racing            |
| 2017 | Jānis Vorobjovs        | Ivo Pūķis            | Mitsubishi Mirage RS Proto Evo II | Vorobjovs Racing            |
| 2018 | Giedrius Notkus        | Dalius Strižanas     | Mitsubishi Lancer Evo IX          | ASK Autorikona              |
| 2019 | Vaidotas Žala          | Andris Mālnieks      | Škoda Fabia R5                    | Agrorodeo                   |
| 2020 | Vaidotas Žala          | Andris Mālnieks      | Škoda Fabia R5                    | Agrorodeo                   |
| 2021 | Wałerij Gorbań         | Sergey Larens        | Mini John Cooper Works WRC        | Eurolamp WRT                |
| 2022 | Dominykas Butvilas     | Renatas Vaitkevičius | Škoda Fabia R5                    | 8000 RPM                    |
| 2023 | Martynas Samsonas      | Ervinas Snitkas      | Škoda Fabia N5                    | Samsonas Motorsport         |
| 2024 | Vladas Jurkevičius     | Aisvydas Paliukėnas  | Škoda Fabia Rally2 evo            | Eldorado x Humbility Sports |